# Abdoul-Aziz Nikiema
Abdoul-Aziz Nikiema (ur. 12 czerwca 1985 w Wagadugu) – burkiński piłkarz grający na pozycji pomocnika.

## Kariera klubowa
Karierę piłkarską Nikiema rozpoczął w klubie Planète Champion Wagadugu. W 2000 roku zadebiutował w jego barwach w pierwszej lidze burkińskiej. Następnie w 2001 roku przeszedł do francuskiego Girondins Bordeaux. W latach 2001–2005 grał w amatorskich rezerwach tego klubu, w czwartej lidze francuskiej. W 2005 roku odszedł z Bordeaux do drugoligowego Chamois Niortais FC. W klubie tym występował przez 3 sezony.
Na początku 2009 roku Nikiema wyjechał do Chin i został piłkarzem tamtejszego klubu Qingdao Jonoon. W Chinese Super League zadebiutował 4 kwietnia 2009 w zremisowanym 1:1 wyjazdowym meczu z Changsha Ginde, w którym zdobył gola.
W 2010 roku Nikiema przeszedł do portugalskiego drugoligowca, CD Trofense. W 2012 przeszedł do amatorskiego francuskiego klubu TVEC Les Sables-d'Olonne.
| Sezon   | Klub                      | Kraj         | Rozgrywki     | Mecze | Bramki |
| ------- | ------------------------- | ------------ | ------------- | ----- | ------ |
| 2000/01 | Planète Champion Wagadugu | Burkina Faso | Superdivision | ?     | ?      |
| 2001/02 | Girondins Bordeaux B      | Francja      | CFA           | 0     | 0      |
| 2002/03 | Girondins Bordeaux B      | Francja      | CFA           | 7     | 0      |
| 2003/04 | Girondins Bordeaux B      | Francja      | CFA           | 22    | 1      |
| 2004/05 | Girondins Bordeaux B      | Francja      | CFA           | 13    | 0      |
| 2005/06 | Chamois Niortais FC       | Francja      | Ligue 2       | 7     | 0      |
| 2006/07 | Chamois Niortais FC       | Francja      | Ligue 2       | 13    | 1      |
| 2007/08 | Chamois Niortais FC       | Francja      | Ligue 2       | ?     | ?      |
| 2009    | Qingdao Jonoon            | Chiny        | CSL           | 27    | 4      |
| 2010/11 | CD Trofense               | Portugalia   | Liga de Honra | 6     | 0      |

## Kariera reprezentacyjna
W reprezentacji Burkiny Faso Nikiema zadebiutował w 2001 roku. W 2010 roku został powołany do kadry na Puchar Narodów Afryki 2010.